# Барбијано (Арецо)
Барбијано је насеље у Италији у округу Арецо, региону Тоскана.
Према процени из 2011. у насељу је живело 32 становника. Насеље се налази на надморској висини од 532 м.